# Ro.Go.Pa.G.
Ro.Go.Pa.G. è un film del 1963 diviso in quattro episodi, il cui titolo è una sigla che identifica i registi dei quattro segmenti: Rossellini, Godard, Pasolini e Gregoretti.

## Trama

### Illibatezza
Anna Maria è un'assistente di volo dell'Alitalia ed è spesso lontana dall'Italia e dal suo fidanzato, perciò i due si scambiano materiale filmato con cineprese. A Bangkok, la protagonista riceve le attenzioni di un passeggero statunitense di mezza età molto ossessivo, che la ricopre d'attenzioni e premure continue nonostante il suo temperamento riservato e palesemente disinteressato nei suoi riguardi.
Il fidanzato di Anna Maria interpella perciò uno psichiatra, che consiglia alla protagonista di cambiare completamente il proprio look, diventando provocante e aggressiva. L'americano, che vedeva in Anna Maria il suo ideale di donna angelica e materna, perde così ogni interesse per lei.

### Il nuovo mondo
Sullo sfondo dei quartetti per archi di Ludwig van Beethoven (n. 7, 9, 10, 14 e 15), una voce fuori campo racconta la vicenda con un linguaggio da romanzo classico, con qualche battuta di dialogo dei protagonisti nella seconda metà della pellicola. Il narratore è un abitante di Parigi ai giorni nostri, che, dopo avere raccontato brevemente il modo in cui ha conosciuto la sua fidanzata Alexandra, legge su un giornale di una forte esplosione atomica 120 000 metri sopra Parigi. La vita tuttavia prosegue come ogni giorno, anche se l'uomo rileva delle stranezze nel comportamento della fidanzata. Dopo avergli dato appuntamento, Alexandra non si presenta; lui la sorprende in piscina, nell'atto di baciare sulla bocca uno sconosciuto. Alla richiesta di una spiegazione, non sa fornirla.
Inoltre la ragazza confonde una parola per un'altra, "assolutamente" invece di "evidentemente", e porta infilato nella biancheria intima un pericoloso coltello. Il protagonista si rende conto che la gente intorno a lui si comporta in maniera inspiegabile, per esempio tutti sembrano assumere a ogni momento pasticche di origine ignota. Il linguaggio sembra subire sottili modifiche: Alexandra gli dice "io ti ex-amo". Il protagonista si rende conto che l'esplosione atomica non ha distrutto la vita biologica, ma il senso comune, e scrive un "diario dell'ultimo appartenente al regno della libertà", prima di precipitare in un mondo surreale e illogico.

### La ricotta
Nella campagna romana, una troupe è impegnata nelle riprese di una passione di Cristo. Stracci, la comparsa che interpreta il Buon ladrone, regala ai propri familiari il cestino del pranzo appena ricevuto dalla produzione. Essendo affamato, si traveste da donna per rimediare un secondo cestino, che viene mangiato dal cagnolino della prima attrice del cast. Sul set giunge intanto un giornalista che intervista il regista straniero a proposito del film; terminata l'intervista, il giornalista trova Stracci che accarezza il cane e glielo compra per mille lire.
Con i soldi, Stracci corre dal "ricottaro" dei dintorni a comprarne tutte le rimanenze per sfamarsi, ma viene chiamato sul set e legato alla croce per la ripresa dei lavori; alla successiva interruzione, corre a mangiare la ricotta e, sorpreso dagli altri attori, viene invitato ad abbuffarsi con i resti del banchetto preparato per l'ultima cena. Al momento di girare la scena della crocifissione, muore di indigestione sulla croce. Il regista, senza ombra di commozione, commenta: "Povero Stracci. Crepare... non aveva altro modo per ricordarci che anche lui era vivo...".

### Il pollo ruspante
Si alternano due scene: la prima tratta di un convegno sulle  nuove tecniche pubblicitarie e di marketing in cui si vede il relatore - un esimio sociologo che parla grazie ad un laringofono - che legge il suo discorso, battuto da una occhialuta donna su una macchina stenografica, sui nuovi modelli di consumo e di conseguenza di pubblicità e vendita d'un prodotto, di qualunque genere sia; nella seconda scena si vede, in contrappunto, una famigliola lombarda di 4 persone che vive la propria quotidianità seguendo sempre più la moda, lasciandosi condizionare dalle pubblicità e dalle tendenze, che i loro piccoli figli, appassionati di reclame televisiva, conoscono a memoria.
Una domenica, il capo famiglia, cioè il signor Togni, va in gita con la moglie e i figli, sulla sua Fiat 600. Durante il viaggio viene indispettito dai sorpassi delle altre automobili. Fermatosi ad un autogrill per la colazione, compra ai figli ninnoli e dolciumi; la famiglia visita poi un lotto di terreno da acquistare per costruirci la propria villetta a schiera, ma il prezzo richiesto è troppo alto. I coniugi allora litigano insoddisfatti; nel ritorno a casa Togni, umiliato e frustrato dai continui sorpassi delle altre vetture, compie una manovra imprudente provocando un frontale.

## Censura
Pier Paolo Pasolini per l'episodio La ricotta venne condannato per vilipendio della religione ma la pena detentiva non fu scontata per intervenuta amnistia; la pellicola tornò sugli schermi con modifiche del sonoro e alcuni tagli, oltre alla modifica della didascalia iniziale e della considerazione finale di Orson Welles, che in origine recitava «crepare è stato il suo solo modo di fare la rivoluzione».
Furono inoltre sostituite frasi come «via i crocifissi!», che viene urlata in sequenza da personaggi del set e della strada e financo da un cane; piccoli tagli determinarono anche l'accorciamento di alcune sequenze ritenute imbarazzanti, come quella di un singulto di Stracci (scambiato per un orgasmo) davanti allo spogliarello di una comparsa e quella del momento di goliardica ilarità che interrompe la costruzione della Deposizione.
I tagli furono operati da Pasolini direttamente sul negativo, facendo quindi credere perduta la prima versione. Una copia del film con il montaggio originario è stata infine trovata e restaurata dalla Cineteca Nazionale, che vi ha reinserito anche i pochi secondi di tagli operati dalla censura ancora prima della distribuzione della prima versione (tutti relativi alla scena dello spogliarello); essa è stata presentata, con il titolo La ricotta director's cut, al Festival del cinema ritrovato di Bologna del 2022.

## Critica

### La ricotta
Alberto Moravia, in una sua recensione critica del film per L'Espresso datata 3 marzo 1963, ebbe parole d'encomio per l'episodio girato da Pasolini:
Le scene a colori riproducono due famosi dipinti cinquecenteschi, la Deposizione dalla croce di Rosso Fiorentino e il Trasporto di Cristo di Pontormo.

### Il nuovo mondo
L'episodio girato da Godard rappresenta invece, insieme ai successivi Les Carabiniers e Il profeta falsario (Le grand escroc), una sorta di sua "trilogia rosselliniana". Godard è infatti un grandissimo ammiratore del cineasta italiano praticamente da sempre, ma non lo conosce di persona, e lo stesso Rossellini dal canto suo è piuttosto sospettoso nei suoi confronti; a fare da mediatore per il loro incontro è François Truffaut, che aveva in precedenza lavorato con lui in qualità d'assistente alla regia. Quando nel febbraio del 1962 un giornalista domanda a Godard se abbia un maestro, una figura di riferimento, la risposta è: "No, o forse solo uno, per la sua volontà d'indipendenza: Rossellini".
Alla Mostra del cinema di Venezia 1962, dove è venuto a presentare Questa è la mia vita (Vivre sa vie), pellicola tra l'altro strutturata narrativamente proprio sulla falsariga del rosselliniano Francesco, giullare di Dio, Godard incontra il produttore Alfredo Bini, che gli propone di partecipare a un film a episodi in collaborazione con tre registi italiani: Roberto Rossellini, Pier Paolo Pasolini e Ugo Gregoretti. Godard accetta e decide di filmare alla massima velocità il proprio episodio, utilizzando attori poco conosciuti ma vicini alla Nouvelle Vague: la canadese Alexandra Stewart e Jean-Marc Bory. Le riprese terminano in un giorno, il 24 novembre 1962 (la stessa data del quotidiano L'Humanité dal quale il narratore apprende dell'esplosione atomica).
Il tema di questo atipico film di fantascienza si potrebbe definire "il felice inizio della fine del mondo”; l'ispirazione viene al regista dalla lettura del romanzo Io sono leggenda dello scrittore fantascientifico statunitense Richard Matheson. La ragione che abdica al suo ruolo dominante e la rappresentazione di un futuro prossimo già contenuta dell'architettura avveniristica della Parigi di oggi anticipano l'ambientazione del successivo Agente Lemmy Caution: missione Alphaville, girato due anni più tardi, come pure le inquadrature notturne, le luci ammiccanti, le autovetture che corrono indifferenti nelle strade trafficate.

## Riconoscimenti
- 1964 - Grolla d'oro
  - Miglior regia a Pier Paolo Pasolini